# Capestrano
Capestrano (Capëstrànë in abruzzese) è un comune italiano di 803 abitanti situato nella provincia dell'Aquila, in Abruzzo.
Situato nella valle del Tirino, al margine sud-occidentale di un vasto piano di origine carsica compreso tra l'altopiano di Navelli e le estreme propaggini sud-orientali del massiccio del Gran Sasso d'Italia, parte del territorio del comune rientra nel territorio del Parco nazionale del Gran Sasso e Monti della Laga. Centro agricolo e pastorale di antica origine e discreta importanza, in età moderna fu dominato delle famiglie Piccolomini Todeschini, Medici e Borbone divenendo sede di un marchesato e, successivamente, di un principato.

## Geografia fisica

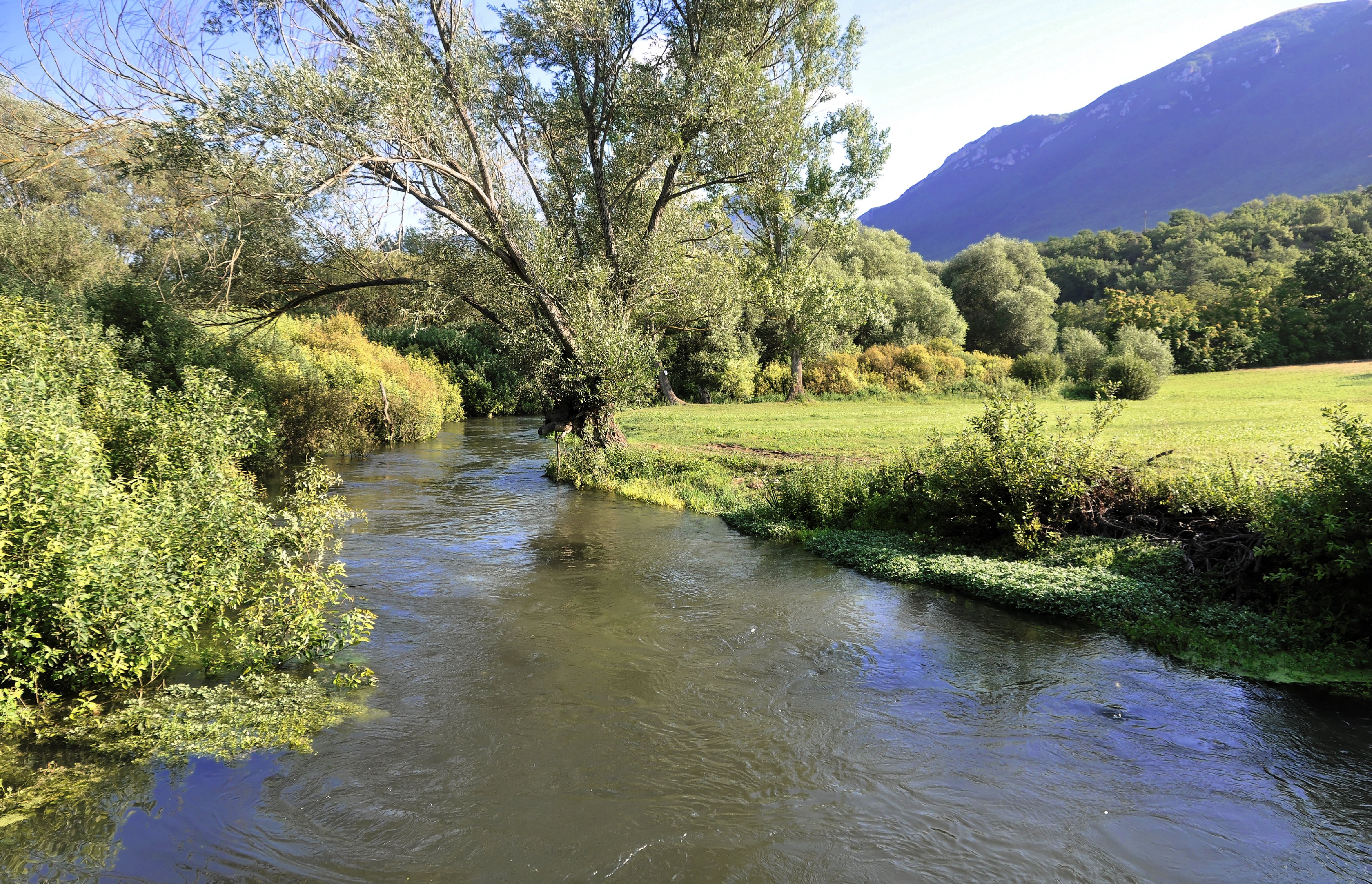
Il fiume Tirino.

Capestrano è situato nella parte orientale della provincia dell'Aquila, in posizione baricentrica tra l'altopiano di Navelli e la valle del Tirino al centro della regione Abruzzo. L'abitato principale si sviluppa sul versante orientale di un colle, a 465 metri s.l.m. in posizione dominante sulla vallata sottostante, attraversata dal fiume Tirino, affluente dell'Aterno-Pescara e a sua volta alimentato da tre sorgenti, tra cui il lago di Capodacqua.
Il suo territorio è circoscritto a nord-est dalle propaggini sud-orientali del Gran Sasso d'Italia e a sud-est da quelle settentrionali della Maiella; al suo interno è situato il valico di Forca di Penne, antico collegamento l'area dei vestini adriatici.

### Clima
Capestrano è caratterizzato da un clima temperato mediterraneo con inverni freddi ed estati secche; le precipitazioni, nella stagione invernale, possono essere di carattere nevoso.. La temperatura media annuale è di circa 12 °C, decisamente più mite di quella degli altri centri della provincia dell'Aquila e con valori che raramente scendono sotto lo zero.
| Capitignano         | Mesi | Mesi | Mesi | Mesi | Mesi | Mesi | Mesi | Mesi | Mesi | Mesi | Mesi | Mesi | Stagioni | Stagioni | Stagioni | Stagioni | Anno  |
| Capitignano         | Gen  | Feb  | Mar  | Apr  | Mag  | Giu  | Lug  | Ago  | Set  | Ott  | Nov  | Dic  | Inv      | Pri      | Est      | Aut      | Anno  |
| ------------------- | ---- | ---- | ---- | ---- | ---- | ---- | ---- | ---- | ---- | ---- | ---- | ---- | -------- | -------- | -------- | -------- | ----- |
| T. max. media (°C)  | 7    | 9    | 13   | 17   | 22   | 26   | 28   | 28   | 25   | 20   | 15   | 10   | 8,7      | 17,3     | 27,3     | 20       | 18,3  |
| T. min. media (°C)  | 0    | 0    | 2    | 5    | 8    | 12   | 15   | 15   | 11   | 7    | 3    | 1    | 0,3      | 5        | 14       | 7        | 6,6   |
| Precipitazioni (mm) | 48,4 | 41,2 | 46,1 | 49,7 | 44,4 | 38,8 | 28,1 | 29,2 | 44,4 | 54,9 | 72,0 | 68,4 | 158,0    | 140,2    | 96,1     | 171,3    | 565,6 |

## Origini del nome
Il toponimo ha etimo incerto, tuttavia apparentemente ha forma di un prediale (ma il nome è sconosciuto). È però più probabile che sia connesso al latino capestrum ‘corda, capestro’.
Secondo lo storico aquilano Anton Ludovico Antinori, il toponimo di Capestrano deriverebbe da Caput Presanum (‘città a capo di Presciano’) o da caput Tritanum (‘dal sito alla sorgente del Tritano’).
Altre fonti ritengono, invece, che esso derivi da Caput trium amnium (‘città a capo delle tre fonti’), in riferimento alle sorgenti che alimentano il Tirino.

## Storia

### Età antica
Le prime testimonianze nel territorio si fanno risalire ai Vestini che si stanziarono nella valle del Tirino sin dal IX secolo a.C.

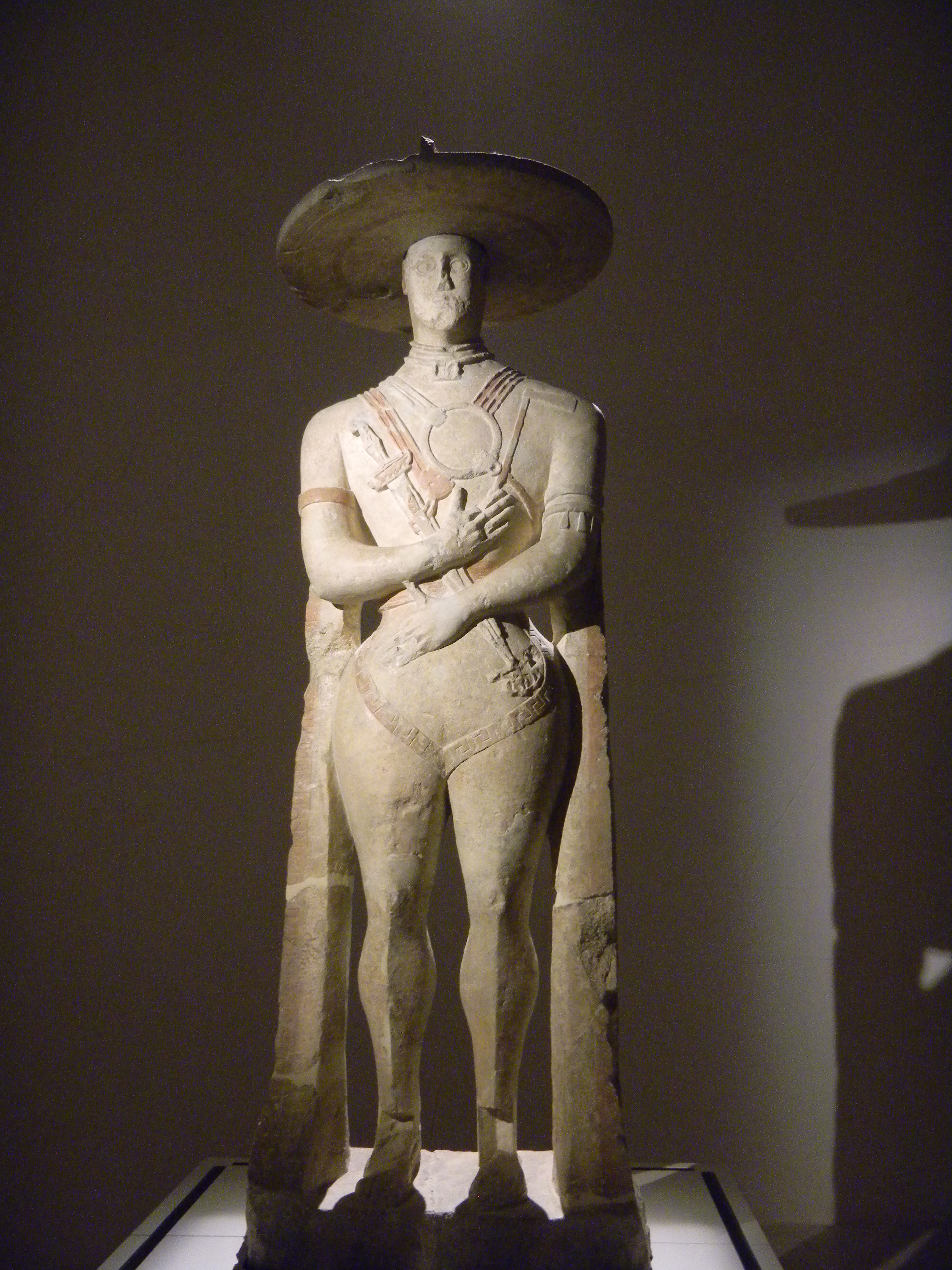
Il Guerriero di Capestrano, oggi conservato al Museo archeologico nazionale d'Abruzzo a Chieti.

In questo periodo, sul colle Sant'Antonio a valle dell'attuale abitato, nacque l'antica città di Aufinum che prosperò grazie alla sua strategica posizione lungo il tracciato della via Claudia Nova e in corrispondenza dell'accesso al territorio dei Peltuinui e dei Peligni.
Di Aufinum – menzionata da Plinio il Vecchio come centro principale dei vestini cismontani – rimane oggi la vasta area archeologica con la necropoli in cui, nel 1934, fu rinvenuta il celebre Guerriero di Capestrano, simbolo dell'Abruzzo e oggi conservato al Museo archeologico nazionale d'Abruzzo a Chieti. Secondo gli storici, la statua raffigurerebbe il misterioso re vestino Nevio Pompuledio, vissuto nel VI secolo a.C.
La città fu conquistata dai romani intorno al III secolo a.C. e continuò a svilupparsi per tutta l'età imperiale, andando poi in disgrazia nei secoli successivi alla caduta dell'Impero romano d'Occidente, con la popolazione che si disperse sulle alture circostanti la vallata.

### Medioevo
A partire dal VI secolo, il territorio di Capestrano cadde nelle mani dei longobardi che lo ricompresero nel Ducato di Spoleto. Nell'VIII secolo re Desiderio vi fece costruire l'abbazia di San Pietro ad Oratorium, direttamente dipendente dai benedettini di San Vincenzo al Volturno, poi ricostruita in stile romanico intorno all'anno 1100.
Alle dipendenze dell'abbazia erano i tre centri di Capodacqua, San Pelagia e Presciano che ben presto decisero di arroccarsi sul colle sopra quest'ultimo, dando origine all'attuale abitato di Capestrano.
Durante l'età normanna la città beneficiò della stabilità politica, sviluppandosi grazie all'indotto economico legato alla transumanza e al commercio dello zafferano. Già feudo di Matteo di Raiano nel primo periodo angioino, passò insieme all'intera valle del Tirino agli Acquaviva nel 1283, quando Riccardo d'Acquaviva – fratello di Berardo e nuovo signore di Capestrano, Ofena e Castel del Monte – subentrò a Berardo di Raiano. Nel 1382 il suo territorio divenne feudo di Pietro conte di Celano, già feudatario della limitrofa baronia di Carapelle.
Alla metà del XV secolo, intorno alla preesistente torre trecentesca di guardia sulla valle del Tirino, Lionello Accrocciamuro fece costruire un grande castello. Con il passaggio di Capestrano nelle mani di Antonio Piccolomini d'Aragona nel 1463, nipote di papa Pio II e nuovo conte di Celano, il forte fu rinnovato e prese il nome di castello Piccolomini, costituendo una strategica roccaforte durante la congiura dei baroni e difendendo la città dal tentativo di riconquista degli Accrocciamuro.

### Età moderna
Sotto la dominazione dei Piccolomini, Capestrano ebbe un primo momento di grande splendore e, nel XVI secolo arrivò a generare oltre un quinto della rendita di tutta la contea. La sua vivace economia, dominata dal già citato zafferano e dalla produzione della pregiata lana carfagna, attirò in Abruzzo imprenditori provenienti da tutta Europa. Nel 1579, Costanza Piccolomini, indebitatasi per la costruzione della basilica di Sant'Andrea della Valle a Roma, decise quindi di cedere l'intero marchesato di Capestrano al granduca di Toscana Francesco I, della famiglia Medici, per un importo complessivo di 106 000 scudi.
Nel 1584, su richiesta dei Medici, Filippo II di Spagna lo elevò al rango di Principato. Successivamente, il feudo di Capestrano, unito alla baronia di Carapelle, fu annesso ai territori di Bussi (1599), Amatrice, Accumoli e Cittareale (1639-1643) costituendo gli Stati medicei d'Abruzzo. Capestrano visse una seconda età d'oro, godendo di un discreto potere – sia politico che religioso, con San Pietro che beneficiava di una particolare autonomia rispetto alla diocesi di Sulmona-Valva – ed accrescendo grazie all'immigrazione di nuove famiglie dalla Toscana.
I Medici regnarono su Capestrano sino alla morte della principessa Anna Maria Luisa de' Medici. Per evitare che il feudo cadesse nelle mani degli Asburgo, essendosi estinto il casato fiorentino per la mancanza di eredi maschi, i Borbone decisero di trasformare il principato in uno stato allodiale posto sotto il dominio diretto del Regno di Napoli.

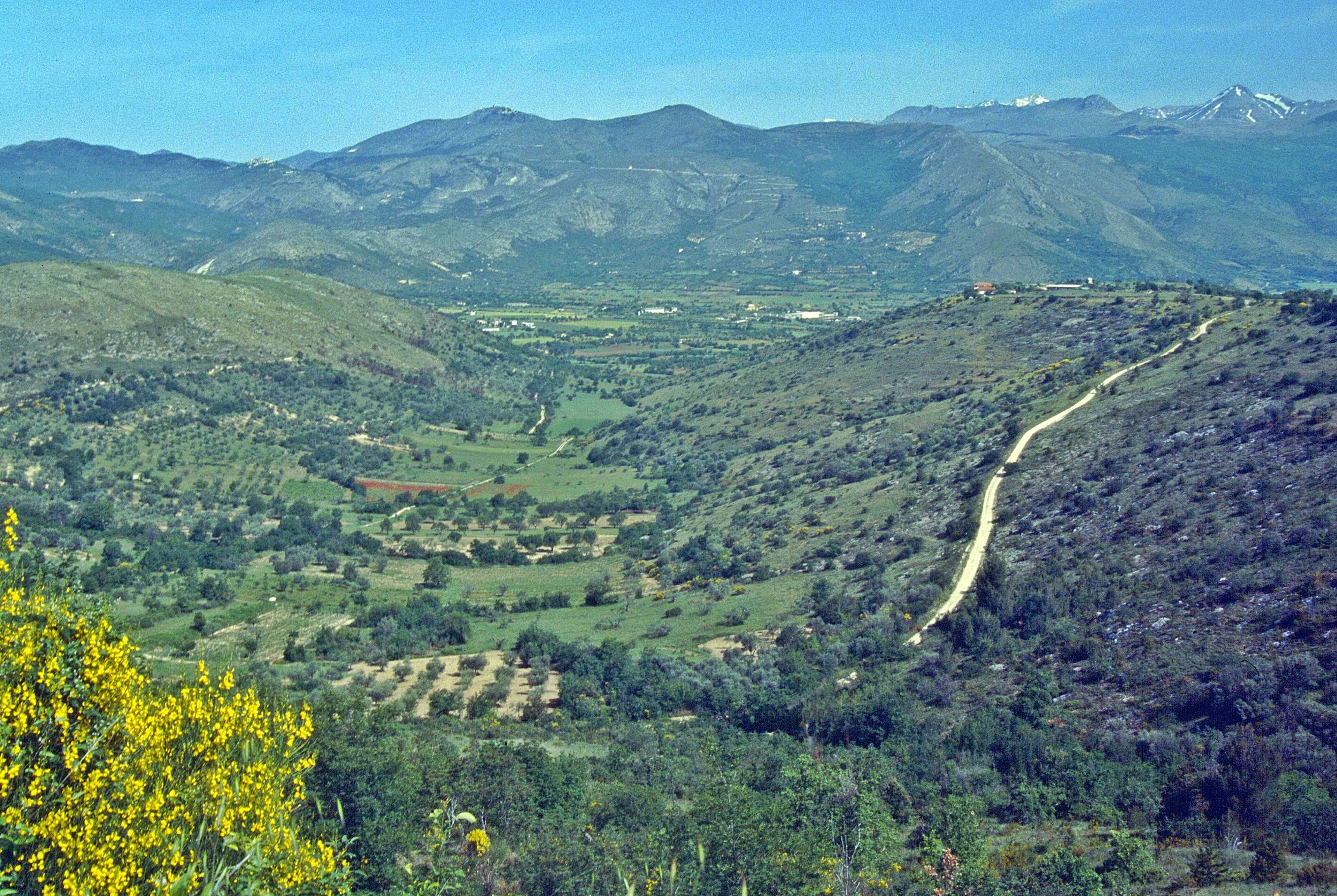
Panoramica della valle del Tirino

Nel 1806, con l'eversione della feudalità, lo stato fu smantellato per essere ricompreso come circondario nel distretto di Aquila.

### Età contemporanea
Con l'unità d'Italia, il comune fu ricompreso nella provincia dell'Aquila che, nel 1927, perse i vicini comuni di Bussi sul Tirino e Popoli Terme – passati alla costituenda provincia di Pescara – rompendo l'unità della valle del Tirino. A partire dagli anni Trenta, inoltre, cominciarono gli scavi archeologici che portarono alla luce la necropoli e numerosi importanti reperti d'età romana.
Nel dopoguerra, con l'abbandono della pastorizia e della transumanza, si verificò un progressivo e costante spopolamento di tutta la vallata che ha portato, in breve tempo, al dimezzamento dei residenti.

## Monumenti e luoghi d'interesse

### Architetture religiose

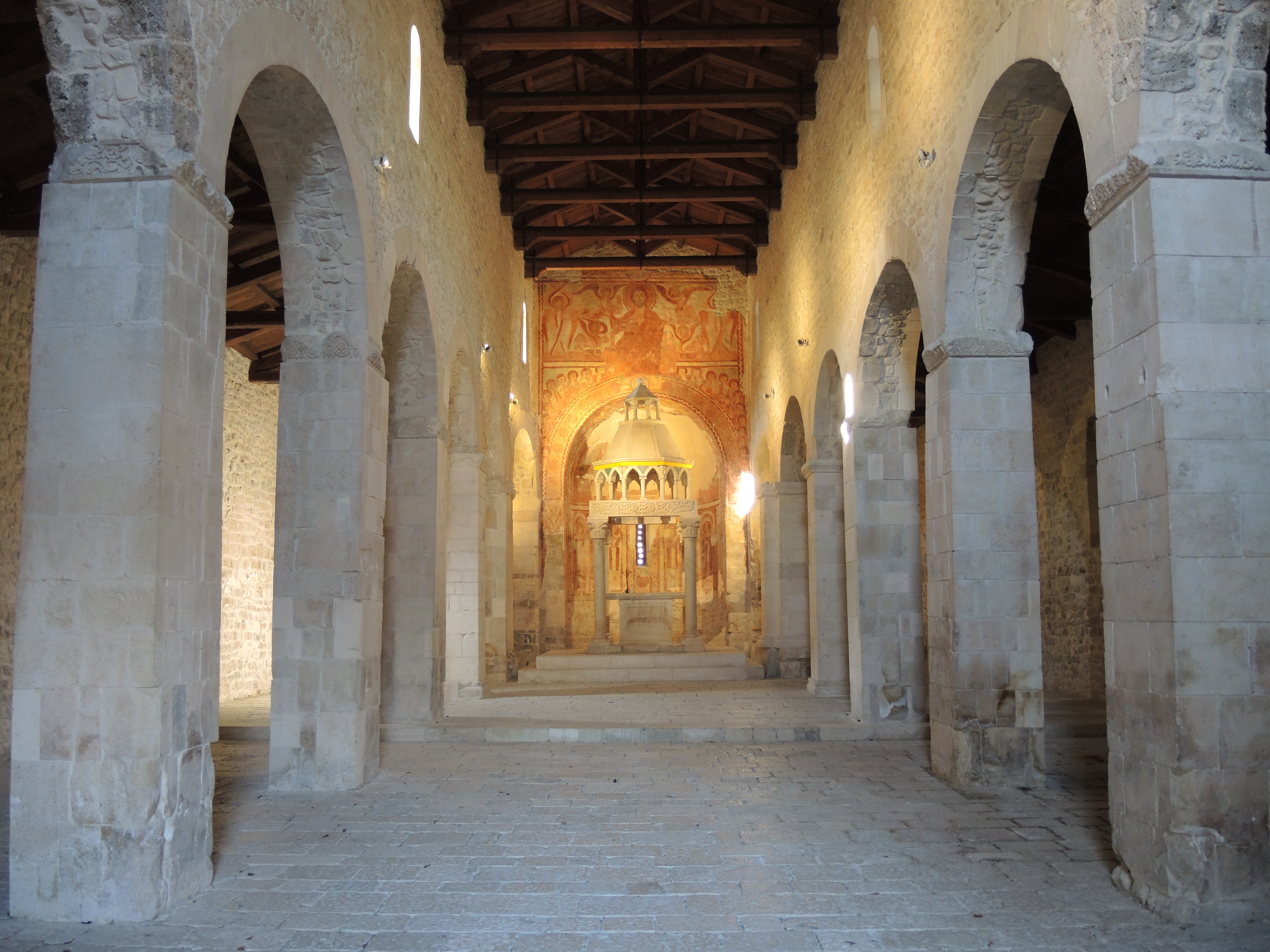
L'abbazia di San Pietro ad Oratorium.

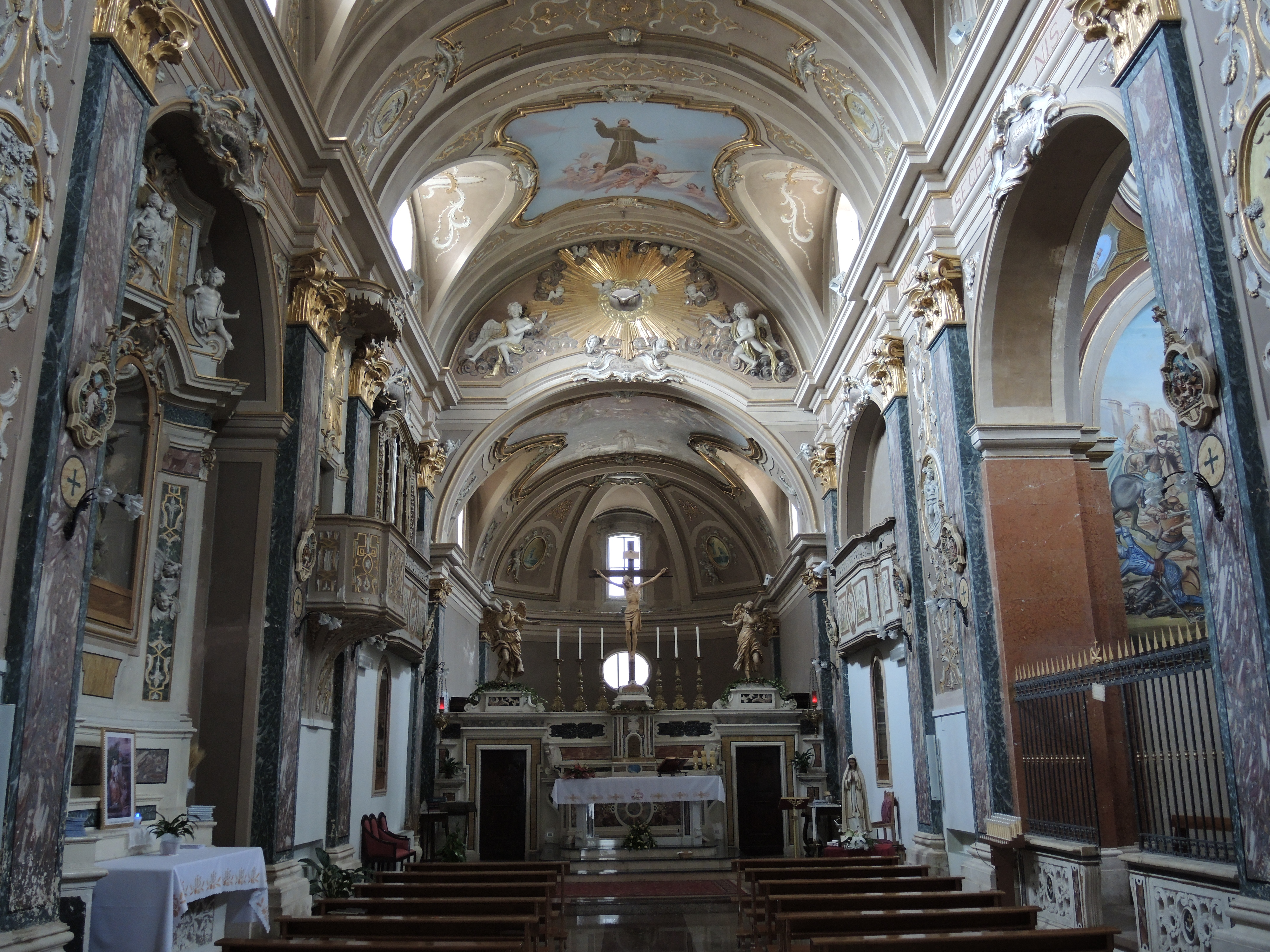
Il convento di San Francesco.

Abbazia di San Pietro ad OratoriumAbbazia di antichissima origine, è situata appena fuori dall'abitato, al centro della valle del Tirino. Deve la sua realizzazione a re Desiderio che la fece edificare nel VII secolo sul luogo di una preesistente chiesa e fu rinnovata in stile romanico nel 1117, come testimoniato da un'iscrizione sull'architrave del portale principale. Dipendeva direttamente dall'abbazia di San Vincenzo al Volturno e godette, fino al XIX secolo, di particolare autonomia all'interno della diocesi di Valva. La facciata reca il misterioso bassorilievo noto come «quadrato del Sator» (rotas opera tenet arepo sator). All'interno, è il ciborio appartenente alla scuola di Guardiagrele e l'affresco duecentesco con il Cristo Redentore tra gli Evangelisti.
Chiesa di Santa Maria della PaceÈ la chiesa parrocchiale del paese e fu realizzata nel XVII secolo sul luogo della preesistente chiesa di Santa Maria della Macchia. La sua edificazione cominciò nel 1643 per volontà dalla famiglia Capponi ma si protrassero a lungo, tanto che l'edificio fu consacrato solamente nel 1768, mentre il campanile fu terminato nel 1857. La chiesa è un compendio del barocco abruzzese, con richiami rinascimentali. L'edificio è a pianta rettangolare con facciata monumentale a pannello, con tre portali e tre finestre. La cupola è a tiburio ottagonale. L'interno barocco ha tre navate con decorazioni di Carlo Antonio Santini, come il fonte battesimale del 1839.
Convento di San FrancescoAnche noto come Convento di San Giovanni, in omaggio al suo fondatore, fu realizzato nel 1447 per volere di San Giovanni da Capestrano su un terreno dalla contessa Jacovella da Celano. Il convento fu ampliato e rinnovato più volte dopo la morte del santo: nel 1654 fu dotato di un lanificio, nel 1709 fu realizzato il chiostro e nel 1742 fu completata l'attuale biblioteca. L'edificio attuale è in stile barocco, con facciata monumentale neoclassica dotata di portico ad arcate. All'interno vi sono affreschi rinascimentali sulla vita di San Francesco d'Assisi e il museo su Giovanni da Capestrano.
Chiesa della Madonna del RosarioRisalente al XVII secolo, presenta la facciata esterno in pietra grezza, con campanile a torretta, e un interno affrescato e raccolto.
Chiesa di San BiagioChiesa minore situata presso Capodacqua.
Chiesa di Santa Maria di LoretoChiesa minore situata presso la sorgente di Presciano, oggi sconsacrata.

### Architetture civili
Casa natale di San Giovanni da CapestranoSi trova nel rione del Rosario, a nord del castello. È un edificio semplice in architettura rinascimentale, adattato in parte a museo ed in parte a cappella dedicata al santo.
Parco delle Rimembranze dei CadutiSentiero selciato attorno al colle di San Giovanni, contornato da cipressi e croci di ferro per commemorare i capestranesi caduti nelle due guerre mondiali del Novecento. È stato restaurato nel 2016 dall'amministrazione comunale in collaborazione con il gruppo alpini e imprese locali.

### Architetture militari

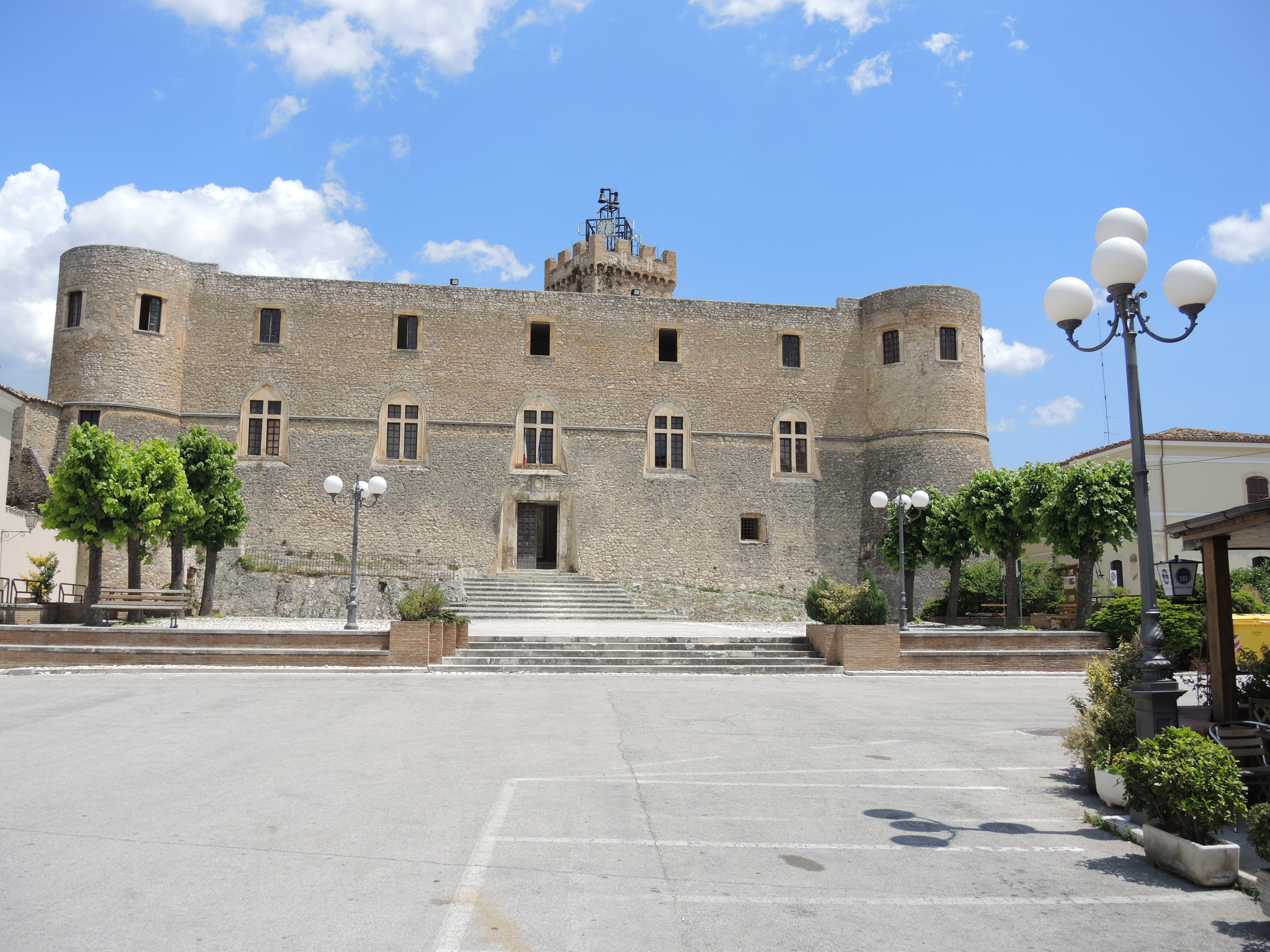
La facciata del Castello Piccolomini.

Castello PiccolominiConosciuto anche come castello mediceo, è il monumento principale di Capestrano. Una prima fortezza – di cui rimane la torre normanna al centro del castello – risale al XIII secolo; l'edificio fu poi riedificato da Lionello Accrocciamuro nel 1447 e nuovamente rinnovato da Antonio Piccolomini Todeschini nel 1485. Nel XVI secolo, con il passaggio alla famiglia dei Medici e l'istituzione del Principato, il castello divenne la sede del governatore. La fortezza, a pianta irregolare, è situata al centro del paese con il lato maggiore rivolto verso la piazza, mentre sul retro l'accesso avveniva attraverso un ponte levatoio oggi scomparso. La cinta muraria è caratterizzata da torri angolari circolari con merlature cinquecentesche.
Torre di Forca di PenneTorre isolata posta in corrispondenza dell'omonimo valico, al confine tra la provincia dell'Aquila e quella di Pescara. La sua edificazione si fa risalire al XII secolo, quando è possibile che esistesse nelle vicinanze anche un piccolo villaggio con monastero, controllati dalla Baronia di Carapelle. La torre si presenta a pianta quadrata con lati stretti e tozzi.

### Siti archeologici

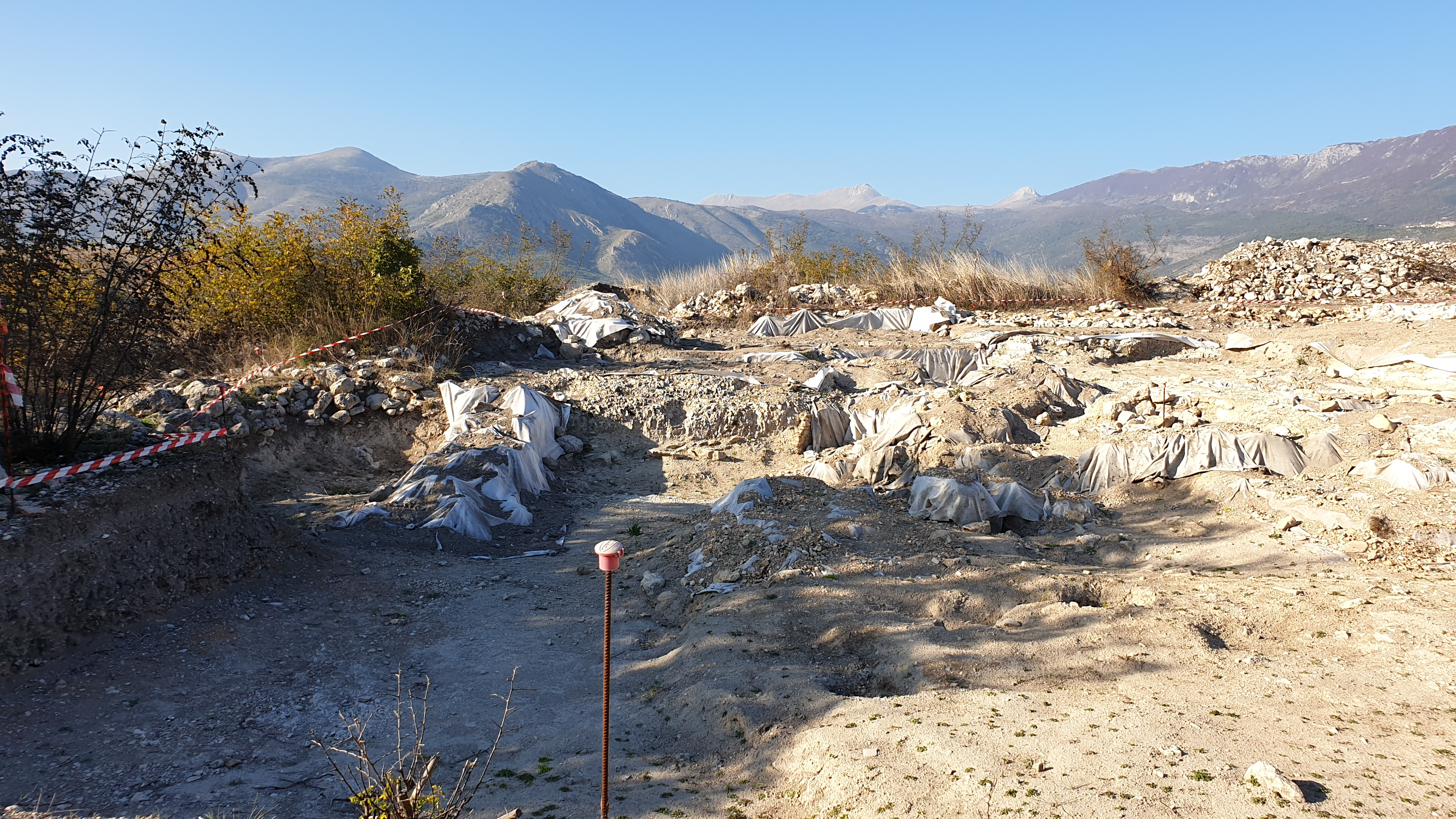
L'area archeologica di Capestrano.

Area archeologica di CapestranoA valle di Capestrano, nei pressi delle sorgenti del Tirino e lungo il tracciato della via Claudia Nova, è l'area archeologica che corrisponde al sito dell'antica città vestina di Aufinum. Si tratta di uno dei siti archeologici più importanti d'Abruzzo e vanta reperti databili dal VI secolo a.C. fino al III secolo, tra cui il celebre Guerriero di Capestrano (attualmente al museo archeologico nazionale d'Abruzzo a Chieti). Le indagini di scavo, condotte a partire dal 1934, hanno portato alla luce una vasta necropoli e i resti di una cavea e di una cinta muraria, oltre a numeroso materiale epigrafico e numismatico.

### Siti naturalistici

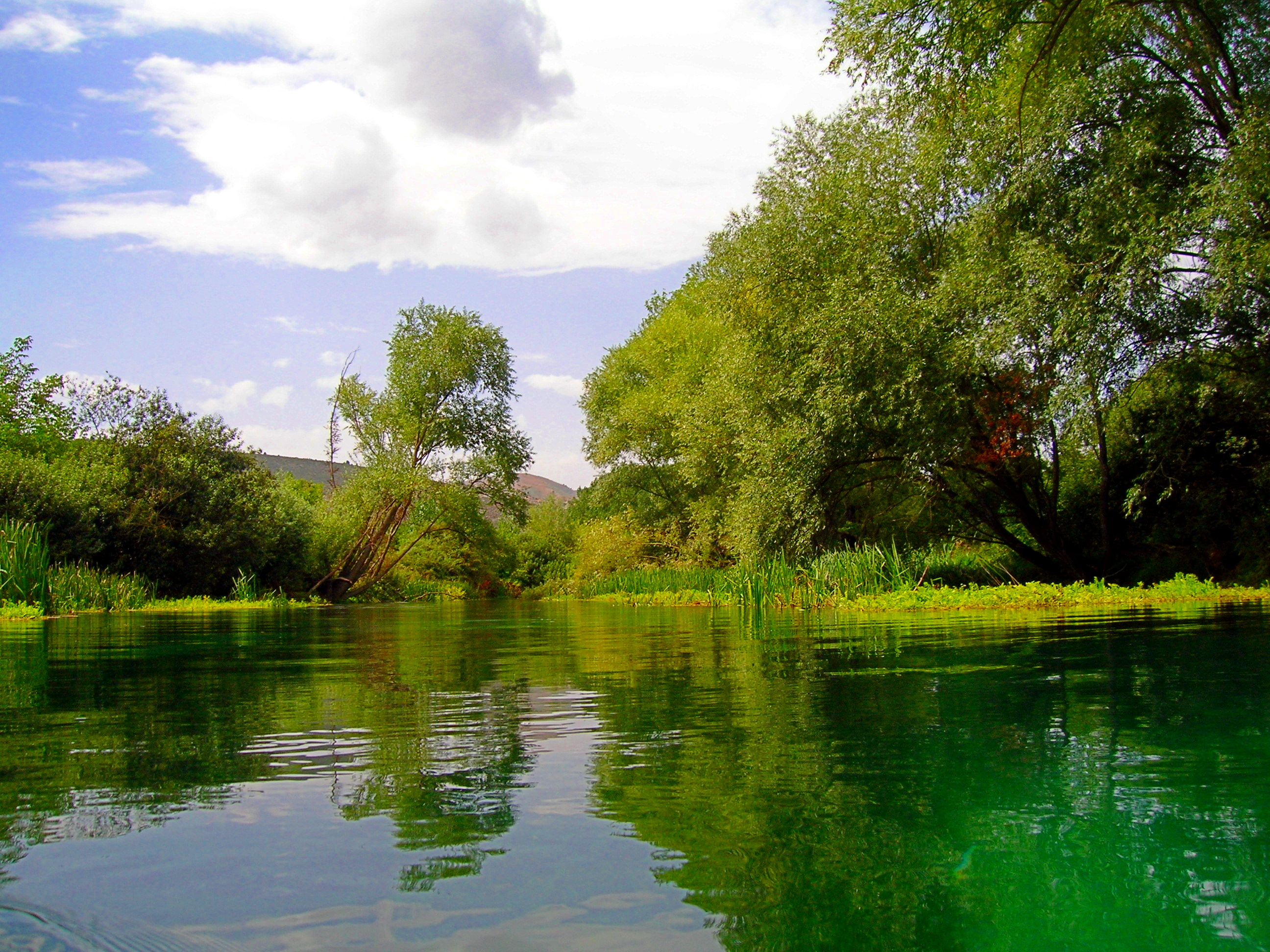
Il Tirino nei pressi di Capestrano.

Fiume TirinoIl Tirino è il breve fiume (circa 17 km in superficie) che attraversa la valle di Capestrano, detta appunto valle del Tirino o valle Tritana. Si tratta di uno dei principali siti naturalistici dell'Abruzzo aquilano per la pulizia e limpidezza delle acque che, nel territorio di Capestrano, sono in larga parte navigabili.
Lago di CapodacquaAlle pendici del monte Scarafano, nei pressi dell'omonima frazione, è il piccolo lago artificiale di Capodacqua. Fu realizzato nel 1965 per scopi agricoli mediante lo sbarramento dell'acqua che fuoriesce dalla sorgente di Capodacqua e che alimenta il Tirino. L'acqua, proveniente direttamente dall'altopiano di Campo Imperatore attraverso un corso sotterraneo, si mantiene limpida e con una temperatura di 10 °C costante tutto l'anno; l'assenza di vegetazione e la presenza di numerosi resti sul fondo, conferiscono al lago l'appellativo di «Atlantide d'Abruzzo».

## Società

### Evoluzione demografica
Abitanti censiti

### Etnie e minoranze straniere
Secondo i dati ISTAT al 31 dicembre 2019 i cittadini stranieri residenti a Capestrano erano 111. La nazionalità più rappresentata era quella rumena con 42 cittadini residenti.

### Lingue e dialetti
Il dialetto parlato a Capestrano si inserisce nel gruppo occidentale dei dialetti d'Abruzzo, a loro volta facenti parte dei dialetti italiani meridionali. Manifesta quindi diversità rispetto ai dialetti dei centri vicini, come ad esempio l'aquilano, parlato già nel vicino comune di Navelli, e l'abruzzese adriatico, tipico dell'area vestina. Tratto qualificante del capestranese è l'isocronismo sillabico, ossia l'apertura in sillaba complicata (sillaba terminante in consonante) di è, ò delle vocali chiuse é, ó, e la contemporanea chiusura in sillaba libera (sillaba terminante in vocale) di é, ó delle vocali aperte è, ò.

## Geografia antropica
Capestrano si divide nel centro storico e nel rione moderno orientale. Il centro storico parte da piazza Mercato con la fontana monumentale e la chiesa madre, dove si affaccia anche il castello mediceo. Il borgo è attraversato da via Oberdan, via Rosario, via Porta Lago,  via fuori le Mura. La parte moderna è attraversata da via Toro e via Dante.

### Frazioni

#### Forca di Penne
Ex feudo, fu proprietà della famiglia Bonanni Il barone Cesidio Bonanni d'Ocre richiese nel 1856 che cambiasse nome in "Rocca Teresa", in onore della regina Maria Teresa, moglie di Ferdinando II delle Due Sicilie; la richiesta fu accettata. La frazione è posta al confine con la provincia di Pescara di Brittoli, vi si trova ancora l'antica torre di controllo sul tratturo a pianta quadrangolare, e con più finestre di controllo. La torre è stata in parte danneggiata dal terremoto del 2009.

#### Capodacqua
Esistente sin dal Medioevo, la parte più antica è stata sommersa da un lago artificiale,  che ha ricoperto i mulini medievali, visitabili su prenotazione e immersione subacquea. La frazione nuova Novecentesca è posta più a nord, attorno alla chiesa di San Biagio.

## Economia
La valle del Tirino è denominata anche «Forno d'Abruzzo» per il suo clima particolarmente mite, tendente al caldo nella stagione estiva, e le poche precipitazioni; queste caratteristiche hanno favorito, nel corso dei secoli, la coltivazione dell'uva e la produzione del vino. I vigneti utilizzati sono quasi interamente quelli autoctoni di Montepulciano d'Abruzzo DOC (i vigneti di Capestrano ricadono nella sottozona «Alto Tirino»), Pecorino e Trebbiano. La forte tradizione enologica del territorio è anche testimoniata dalla rassegna di vino artigianale Naturale che si tiene annualmente in primavera.
Particolarmente intensa è anche la produzione olearia – certificata dal riconoscimento dell'olio extra vergine di oliva delle Valli Aquilane nei prodotti agroalimentari tradizionali abruzzesi (P.A.T.) –, nonché quella di mandorle, ortaggi, cereali e legumi. Altri prodotti tipici della zona sono il grano Solina e lo zafferano, che nel vicino centro di Navelli assume la qualifica di prodotto a denominazione di origine protetta (zafferano dell'Aquila). La produzione agricola ha dato origine a piccole industrie di trasformazione (sgusciatura meccanica delle mandorle, pastifici, molini).
Capestrano è inoltre meta di turismo di tipo principalmente naturalistico, legata alle bellezze paesaggistiche della valle che rientra parzialmente nel parco nazionale del Gran Sasso e Monti della Laga; nel territorio sono presenti percorsi cicloturistici ed equituristici (Ippovia del Gran Sasso) ed è possibile andare in canoa o kayak sul Tirino o fare attività subacquee nel lago di Capodacqua.

## Infrastrutture e trasporti

### Strade
Il territorio comunale di Capestrano è servito dalla SS 153 della Valle del Tirino, che attraversa la vallata da Navelli fino a Bussi sul Tirino, e dalla SR 602 di Forca di Penne, diramazione che dalla SS 153 passa per Ofena e la provincia di Pescara. Sempre grazie alla SS 153 è messa in comunicazione con la SS 17 dell'Appennino Abruzzese, che la collega all'Aquila e Sulmona, con la SS 5 Via Tiburtina Valeria, che la collega con la Val Pescara e la Valle Peligna, nonché con il casello Bussi-Popoli sull'autostrada A25. Il centro abitato vero e proprio è attraversato dalla SP 72 di Capestrano e dalla SP 94 del Tirino.

### Ferrovie
Nel territorio comunale non sono presenti servizi ferroviari; la stazione di Bussi, posta sulla ferrovia Roma-Sulmona-Pescara, dista circa 14 km dal paese.

## Amministrazione
Elenco dei sindaci di Capestrano dal 1980.
| Periodo           | Periodo           | Primo cittadino   | Partito                           | Carica  | Note                          |
| ----------------- | ----------------- | ----------------- | --------------------------------- | ------- | ----------------------------- |
| 1980              | 24 settembre 1985 | Giancarlo Iafolla | Partito Socialista Italiano       | Sindaco |                               |
| 24 settembre 1985 | 24 aprile 1995    | Giancarlo Iafolla | Partito Socialista Italiano       | Sindaco | Rieletto il 6 maggio 1990     |
| 24 aprile 1995    | 14 giugno 1999    | Nemo Di Fiore     | Lista civica Uniti per Capestrano | Sindaco |                               |
| 14 giugno 1999    | 14 giugno 2004    | Nemo Di Fiore     | Lista civica Uniti per Capestrano | Sindaco |                               |
| 14 giugno 2004    | 30 marzo 2010     | Antonio D'Alfonso | Lista civica Tre spighe di grano  | Sindaco |                               |
| 30 marzo 2010     | 11 giugno 2015    | Giuseppe Marulli  | Lista civica Uniti per Capestrano | Sindaco |                               |
| 11 giugno 2015    | in carica         | Antonio D'Alfonso | Lista civica Tre spighe di grano  | Sindaco | Rieletto il 20 settembre 2020 |

### Gemellaggi
- Buda
- San Juan Capistrano